# Малое Дымцево
Малое Дымцево (карел. Pieni Dimčova) — деревня в Молоковском районе Тверской области.

## География
Находится в восточной части Тверской области на расстоянии приблизительно 21 км по прямой на запад от районного центра поселка Молоково

## История
Деревня была отмечена еще на карте 1825 года. В 1859 году здесь (тогда деревня Бежецкого уезда Тверской губернии) было учтено 30 дворов. До 2015 года входила в Ахматовское сельское поселение, с 2015 по 2021 года в Обросовское сельское поселение до его упразднения.

## Население
Численность населения: 135 человек (1859 год), 0 как в 2002 году, так и в 2010.